# 辰巳四郎
辰巳 四郎（たつみ しろう、1938年3月24日 - 2003年11月5日）は、日本のイラストレーター、装幀家。イラスト、ポスター、ブックデザイン、舞台美術など幅広く活動。娘はイラストレーターの辰巳（藤森）玲子、姪はシンガーソングライターの椎名林檎。

## 人物・作風
早稲田大学法学部卒業後、武蔵野美術大学に学んだ。ペン・鉛筆・筆・エアーブラシ等を使い、ヒヤリとした雰囲気の中に見る者を引きつける抽象画、緻密でありながら大胆なリアルイラストレーション、装幀では多重露光を用い、写真とイラストをフィルム上で合成するなど、常に新しい表現に挑戦しながら多種多様な作品を発表した。
電通に勤務していた頃から優れたブックデザイナーとして知られ、独立後はフリーのイラストレーターとして広告・エディトリアルなどを手掛け、晩年はデザイナーとして小説のブックカバーや装幀・装画の分野でも第一人者となった。特に講談社ノベルスをはじめとするミステリー小説の興隆を後押しした陰の立役者として、綾辻行人の『十角館の殺人』から始まった新本格ミステリ小説や京極夏彦・森博嗣らメフィスト賞受賞者の作品の装幀を一手に引き受け、90年代のミステリー小説ブームは辰巳のデザイン抜きでは語れないと言われるほどであった。

## 来歴
- 1938年 - 東京都目黒区下目黒で出生。
- 1946年 - 父方の故郷・滋賀県愛知川に疎開。
- 1947年 - 父病死、東京へ戻る。
- 1950年 - 中野区立第五中学校入学。
- 1953年 - 都立石神井高校入学。
- 1957年 - 早稲田大学第一法学部入学。美術研究会に入部。
- 1959年 – 早稲田祭のパンフレットの表紙コンテストで金賞を受賞。審査員の亀倉雄策に出会い、デザイナーという職業を知る。
- 1961年 - 早稲田大学卒業。同時に武蔵野美術学校（現・武蔵野美術大学）本科デザイン科（商業デザイン専攻）に入学。
- 1962年 - 日本宣伝美術会展（日宣美）初入選。1965年まで3年連続で入選。
- 1965年 - 武蔵野美術大学卒業。電通入社。
- 1966年 - 「カフカ全集・審判」が日宣美特選に選ばれる。当時は、朝日広告賞、毎日広告賞などさまざまなコンペで賞金稼ぎに専念していた。
- 1967年 - 「ボードレール」「吠える」「法王庁の抜け穴」「ある微笑」の4点が日宣美特選、他2点が入選[4]。
- 1968年 - 電通退社。フリーデザイナーになる。
- 1972年 - 「派兵」イラストでADC賞銀賞受賞。
- 2003年 - 11月5日、心不全により新宿三丁目のアトリエで死去。享年65。

## 受賞歴
- 日本宣伝美術会展
  - 入選（1962年）
  - 入選（1963年）
  - 入選（1964年）
  - 特選（1966年） - 「カフカ全集・審判」
  - 特選（1967年） - 「ボードレール」「吠える」「法王庁の抜け穴」「ある微笑」の4点[4]
  - 入選（1967年） - 2点
- ADC賞
  - 銀賞 - 「派兵」イラスト

## 主な作品

### 雑誌の表紙
- 「劇画アリス」（自販機本）
- 「漫画大快楽」（三流劇画誌）
- 「TV Taro」（月刊テレビ情報誌）
- 「月刊経営塾」
- 「宣伝会議」
- 「NOW」
- 「メフィスト」（小説現代増刊号）講談社

### 小説の表紙・挿絵・装幀など

#### 国内作品
- 秋月涼介「月長石の魔犬」「迷宮学事件」講談社ノベルス
- 芦辺拓「地底獣国の殺人」「探偵宣言 森江春策の事件簿」「怪人対名探偵」講談社ノベルス
- 我孫子武丸「速水三兄妹シリーズ」講談社ノベルス
- 安部公房「死に急ぐ鯨たち」カバーデザイン（カバーフォトは安部公房）新潮文庫
- 綾辻行人「館シリーズ」（「黒猫館の殺人」まで）講談社ノベルス、「殺人方程式シリーズ」光文社文庫、「囁きシリーズ」「霧越邸殺人事件」新潮文庫
- 有栖川有栖「国名シリーズ」「マジックミラー」「46番目の密室」「幻想運河」講談社ノベルス
- 池波正太郎「仕掛人・藤枝梅安シリーズ｣講談社、｢剣客商売 勝負｣新潮社
- 五木寛之「裸の町」文藝春秋
- 井上雅彦編「妖魔ヶ刻」カバーデザイン（カバーフォトは荒木経惟）徳間文庫
- 乾くるみ「Jの神話」「箱の中」講談社ノベルス
- 歌野晶午「名探偵・信濃譲二シリーズ」講談社ノベルス
- 浦賀和宏「安藤直樹シリーズ」（「記号を喰う魔女」まで）講談社ノベルス
- 遠藤周作｢ファーストレディ 下｣新潮社
- 大藪春彦 角川文庫刊行作品、｢汚れた英雄｣徳間書店、「俺に墓はいらない」カッパノベルス、｢雇われ探偵｣双葉社・東京文藝社、「殺人許可証NO.3」東京文藝社、「傭兵たちの挽歌」角川書店
- 北山猛邦「城シリーズ」（「『アリス・ミラー城』殺人事件」まで）講談社ノベルス
- 京極夏彦「百鬼夜行シリーズ」（「陰摩羅鬼の瑕」まで）講談社ノベルス、「巷説百物語」角川書店
- 霧舎巧「《あかずの扉》研究会シリーズ」（「マリオネット園」まで）講談社ノベルス
- 篠田真由美「建築探偵桜井京介の事件簿シリーズ」（「桜闇」まで）講談社ノベルス
- 島田荘司 「御手洗シリーズ」講談社ノベルス
- 志水辰夫「背いて故郷」講談社
- 殊能将之「ハサミ男」「探偵・石動戯作シリーズ」（「樒／榁」まで）講談社ノベルス
- 新堂冬樹「悪虐」（2011/7/26）幻冬舎
- 杉田望｢銀行盲流｣徳間書店
- 清涼院流水「JDCシリーズ」（「カーニバル」まで、ノベルス版のみ）講談社ノベルス
- 高田崇史「QEDシリーズ」（ノベルスは「QED 熊野の残照」、文庫は「QED 式の密室」まで）講談社ノベルス
- 竹本健治「ウロボロスの偽書」「匣の中の失楽」講談社ノベルス
- 司凍季「からくり人形は五度笑う」「さかさ髑髏は三度唄う」講談社ノベルス
- 辻真先「ユートピア計画殺人事件」日経エコノミステリー
- 寺山修司「さあさあお立ち会い 天井桟敷紙上公演」レイアウト・イラストレーション（装丁は粟津潔）徳間書店 、「ポケットに名言を（1973年版）」イラスト（装幀は谷崎正人）｢誰か故郷を想はざる 自叙伝らしくなく｣（装幀・本文イラスト[5]） 芳賀書店、｢寺山修司作詞集 かもめ｣サンリオ出版、「にっぽん劇場写真帖」装幀（写真は森山大道、文は寺山修司）、「大人の紙芝居 まぼろし劇場」装幀「丹下左膳」なかにし礼×辰巳四郎/「銭湯夫人」唐十郎×金子国義/「便所のマリア」寺山修司×林静一）継書房、「青春の名言 心さびしい日のために（1968年）」イラスト（装幀は谷崎正人）大和書房 銀河選書、「さあさあお立ち会い 天井桟敷紙上公演 怪優奇優侏儒巨人美少女」イラスト（装幀は栗津潔） 徳間書店
- 中原文夫「けだもの」（2009/9/8）作品社
- 二階堂黎人「二階堂蘭子シリーズ」講談社ノベルス
- 西村京太郎「十津川警部シリーズ」（「十津川警部『荒城の月』殺人事件」まで）講談社ノベルス[注 1]、｢闇を引き継ぐ者｣角川書店
- 法月綸太郎「密閉教室」「法月綸太郎シリーズ」ほか 講談社ノベルス
- 伴野朗｢復讐の鎮魂歌｣徳間書店
- 東野圭吾「宿命」「変身」講談社ノベルス
- 平野純｢上海バビロン｣河出書房新社
- 広瀬仁紀｢水清くして｣双葉社
- 藤沢周平｢凶刃 用心棒日月抄｣新潮社
- 麻耶雄嵩「メルカトル鮎シリーズ」講談社ノベルス
- 三田誠広「[新釈]罪と罰 - スヴィドリガイロフの死」（2009/6/11）「[新釈]白痴 - 書かれざる物語」（2010/12/24）「[新釈]悪霊」（2012/6/20） 作品社
- 森博嗣「S&Mシリーズ」「Vシリーズ」（ノベルス版のみ）「四季シリーズ」（ノベルス版のみ）「まどろみ消去」「地球儀のスライス」「虚空の逆マトリクス」（ノベルス版のみ）講談社ノベルス、「そして二人だけになった（講談社版）」
- 森村誠一｢棟居刑事のラブアフェア｣角川書店
- 山平重樹｢遊侠愚連一代｣双葉社

#### 海外作品
- ロバート・アードレイ｢狩りをするサル｣（徳田喜三郎翻訳、1978/1、表紙・カバー）河出書房新社
- エラリー・クイーン作品 創元推理文庫
- アガサ・クリスティー｢エルキュル・ポアロ｣講談社
- ロバート・B・パーカー｢約束の地｣｢初秋｣｢虚空｣早川書房
- ディック・フランシス｢横断｣｢直線｣｢出走｣早川書房
- J・E・ホルロイド編｢シャーロック･ホームズ17の愉しみ｣講談社
- モーリス・ルブラン｢ルパン傑作集｣（堀口大學翻訳、全10巻）新潮文庫、
- モーリス・ルブラン｢アルセーヌ・ルパン｣講談社
- アーシュラ・K・ル＝グウィン「所有せざる人々」ハヤカワ文庫

### 演劇
- 天井桟敷「さらば映画よ」（1968年、作・寺山修司、東京） - 美術

### 映画
- 「どっこい!人間節 寿・自由労働者の街」（1975年） - 題字
- 「雲霧仁左衛門」（1978年） - アバンタイトル挿入画
- 「1000年刻みの日時計 牧野村物語」（1987年） - 美術

### 写真展
- 「性器末」（1972年、銀座ソニービル、東京） - グループ展（荒木経惟と）

### イベント
- 紙芝居興行「大人の紙芝居」（1970年7月、銀座ソニービル、東京）
  - シースルー劇場と銘打って（蚊帳を吊り、その中で上演したため）上演された作詞家のなかにし礼、劇団状況劇場の唐十郎、劇団天井桟敷の寺山修司による大人向け紙芝居。画家として、なかにしは辰巳を、唐は澁澤龍彦の著書などで挿絵を手がけた画家・金子國義を、寺山は『赤色エレジー』などで知られていた漫画家の林静一をそれぞれ起用した[6]。

### アルバムジャケット
- リヒャルト・シュトラウス「交響詩「英雄の生涯」」（ロリン・マゼール指揮、クリーヴランド管弦楽団）
  - 1979年に発売されたCBSソニーの日本盤LPのためのジャケットデザイン。月面に立つ甲冑姿の騎士のデザインが話題を呼んだ。

### ポスター
- 劇団「天井桟敷」公演ポスター
- 椎名林檎「実演ツアー 雙六エクスタシー」（2003年）の日本武道館公演ポスター
  - 椎名の依頼で作成された。

## 著書
- 『Illustration NOW 辰巳四郎の世界』（立風書房、1974年6月1日）カバーイラストレーション・デザイン
- 『辰巳四郎とイラストレーション 独自な発想で描くメタモルフォーゼの世界』（美術出版社、1987年8月20日）